# Till Isemann
Till Isemann (* 21. Oktober 1996 in Oldenburg) ist ein deutscher Basketballspieler.

## Laufbahn
Isemann, der als Heranwachsender auch Schwimmsport betrieb, spielte Basketball in der Jugend des Oldenburger TB und ab 2015 in der Mannschaft der Baskets Akademie Weser-Ems/Oldenburger TB in der 2. Bundesliga ProB. Zusätzlich sammelte er dank einer Doppellizenz Spielpraxis beim Regionalligisten TSG Westerstede. In der Saison 2017/18 wurde Isemann in das erweiterte Aufgebot der EWE Baskets Oldenburg aufgenommen und wurde Ende April 2018 erstmals in der Basketball-Bundesliga eingesetzt. Ende Oktober 2019 wechselte Isemann zum SSV Lokomotive Bernau in die 2. Bundesliga ProB.
Mit seinem Gang zu den Wiha Panthers Schwenningen in der Sommerpause 2021 schaffte Isemann den Sprung in die 2. Bundesliga ProA. Die Mannschaft verließ er im Sommer 2022 und entschloss sich zum Wechsel zum Ligakonkurrenten Trier. In seinem Spieljahr mit den Moselanern brachte es Isemann auf Mittelwerte von 7,7 Punkten und 6,3 Rebounds. Im Juli 2023 vermeldete mit den Dresden Titans ein weiterer Zweitligist seine Verpflichtung.
Isemann blieb ein Jahr in Sachsen, während der Sommerpause 2024 wechselte der Innenspieler innerhalb der zweiten Liga zu den Eisbären Bremerhaven.